# Tetrahydroxyspirobisindan
Tetrahydroxyspirobisindan ist eine chemische Verbindung uns der Gruppe der polycyclischen aromatischen Spiroverbindungen.

## Isomerie
Die Struktur von Tetrahydroxyspirobisindan ist durch die sp3-Hybridisierung des Spirokohlenstoffs starr und annähernd rechtwinklig aufgebaut. Die Verbindung ist chiral und liegt synthesebedingt in der Regel als Racemat (1:1-Gemisch) von zwei Enantiomeren vor.
Die beiden Enantiomere sind durch Racematspaltung einfach zugänglich.

## Weitere Eigenschaften
Der Drehwert der beiden Enantiomere beträgt +44° bzw. −44° bei 26 °C und 589 nm (c = 1 in Methanol). Racemisierung kann nur durch Zerstörung der Struktur erfolgen. Tetrahydroxyspirobisindan neigt unter Licht- und Sauerstoffkontakt zur raschen Oxidation bis zum dunkelorange gefärbten Tetraoxolen.

## Gewinnung und Darstellung
Tetrahydroxyspirobisindan wird durch Kondensation von Aceton mit Brenzcatechin in mäßigen Ausbeuten dargestellt, katalysiert durch wässrige konzentrierte Halogenwasserstofflösungen. Mechanistisch wird zunächst die Aldolreaktion dreier Acetonmoleküle postuliert, welche abschließend in einer Friedel-Crafts-Alkylierung an die Brenzcatechine substituiert werden.

## Verwendung
- Durch Substitution mit 1,2,4,5-Tetrafluoro-substituierten Aromaten als Comonomer lassen sich lineare und cyclische Polymere herstellen. Diese zeichnen sich durch einen starren Molekülbau aus. Die schwammartigen rigiden Polymere werden als Polymers of Intrinsic Microporosity (PIM) bezeichnet und eignen sich unter anderem zur Filtration und Trennung von Gasgemischen[6]
- Es wird die Anwendung von enantiomerenreinen Derivaten des Tetrahydroxyspirobisindan zur Anwendung in Flüssigkristall-Displays als chiraler Dotierungsstoff beschrieben[7]
- Die Anwendung von Tetrahydroxyspirobisindanderivaten als UV-Stabilisator in photographischen Schichten ist beschrieben[8]